# 行平あい佳
行平 あい佳（ゆきひら あいか、1991年8月8日 - ）は、日本の元助監督・女優。東京都出身。アルファエージェンシー所属。早稲田大学教育学部卒業。

## 略歴
2014年、早稲田大学教育学部国語国文学科卒業後、2年間ほどフリーランスの助監督として作品に携わり、その後 CM などの絵コンテライターとして活動を開始。
その後、女優として本格的に活動を開始し、2018年に映画『素敵なダイナマイトスキャンダル』出演後、城定秀夫監督作品映画『私の奴隷になりなさい 第2章 ご主人様と呼ばせてください』で初主演を飾り、『私の奴隷になりなさい 第3章 おまえ次第』にも出演している。

## 人物
- 実母は女優の寺島まゆみ[1]。母から直接言われたことはなく、意識しだしたのは偶然2時間ドラマの再放送を観た小学生の時。大学以降は積極的に母の出たロマンポルノ作品を見て尊敬したという[2]。映画『セフレの品格 初恋』（2023年）で母と初共演した[2]。

- 自身は早稲田大学教育学部で平家物語を研究、大学卒業後は、映画製作の裏方である助監督を経て、映画に出る側の俳優部に回り、主演女優に抜擢されるという異色の経歴を持つ。

- もともと俳優部へのあこがれがあり、大学では映画製作サークルに入ったことをきっかけに、映画製作の裏側の勉強を実践的にこなしていた。

- そのうちに就職を考える時期となり、映像業界に一度入っておかないととの思いから、助監督の仕事を志願し、大学卒業後2年間ほど助監督の仕事にたずさわり、舞台や小さな作品への出演を経て、本格的に女優へと転向している[3]。2023年のインタビューでは、助監督時代には戻りたくないが、やっていてよかったと答えている[2]。

- 元々アニメや漫画が好きで、瀬尾明乃の役作りには日暮キノコの漫画や貞本版エヴァンゲリオンを参考にするなど、インタビューなどで引用することが多い。ジョジョの奇妙な冒険のファンで、フィギュアも多く集めている。森川智之と子安武人のファンを公言し、イベントにも足を運んでいる。

- Twitterはほとんどオタクアカウントであり、本人も言及している。

## 出演

### テレビドラマ
- コウノドリ 第2シリーズ（2017年10月期、TBS）
- コールドケース2～真実の扉（2018年10月期、WOWOW）
- 連続テレビ小説（NHK）
  - スカーレット（2019年9月30日 - 2020年3月28日） - 草間里子 役[4]
  - あんぱん 第18週（2025年7月） - ケイ子 役
- イチケイのカラス 第9話（2021年5月31日、フジテレビ） - 新村早苗 役
- 刑事7人 Season8 第5話（2022年8月10日、テレビ朝日） - 箭内こずえ 役
- 理想本箱 君だけのブックガイド「母親が嫌いになった時に読む本」（2022年10月15日、NHK Eテレ）
- リバーサルオーケストラ（2023年1月11日 - 3月15日、日本テレビ） - 松本弓香 役[5][6]
- 風間公親-教場0- 第7話（2023年5月22日、フジテレビ） - 椿あさみ 役
- 大奥 Season2「医療編」（2023年10月24日 - 10月31日、NHK総合） - 吉野（よしの） 役
- 連続ドラマW OZU 〜小津安二郎が描いた物語〜 第1話「出来ごころ」（2023年11月12日、WOWOW）[7]
- JKと六法全書（2024年4月19日 - 6月7日、テレビ朝日） - 因幡瑠璃子 役
- 法廷のドラゴン 第4話（2025年2月7日、テレビ東京） - 横内紀恵 役[8]
- 特捜9 final season 第9話（2025年6月4日、テレビ朝日） - 市原リズ 役[9]

### 配信ドラマ
- ドライフラワー-7月の部屋-（Hulu）

### 映画
- gift（2014年6月14日公開）
- ちばものがたり（2015年公開、小林あい佳 名義）
- 素敵なダイナマイトスキャンダル（2018年3月17日公開）[10]
- 私の奴隷になりなさい 第2章 ご主人様と呼ばせてください（2018年9月29日公開） - 初主演 瀬尾明乃 役[11]
- 私の奴隷になりなさい 第3章 おまえ次第（2018年10月13日公開）[12]
- ハード・コア （2018年11月23日公開）
- 下忍 赤い影（2019年10月4日公開）
- 下忍 青い影（2019年11月15日公開） - サダ 役[13]
- カツベン!（2019年12月13日公開）
- キスカム!〜COME ON,KISS ME AGAIN!〜（2020年9月4日公開）[14]
- タイトル、拒絶 （2020年11月13日公開） - チカ 役　[15]
- 「アララト」誰でもない恋人たちの風景vol.3（2021年5月15日公開） - 主演 サキ役
- ほどけそうな、息（2022年9月3日公開）
- いつか、いつも……いつまでも。（2022年10月14日公開）
- 百合の雨音（2022年10月15日公開）
- セフレの品格 初恋・セフレの品格 決意（2023年7月21日公開） - 主演・森村抄子 役（青柳翔とW主演）[16]

### 舞台
- クライベイビーカフェ（2015年12月17日 - 2015年12月20日 遊空間がざびぃ）
- 心頭滅却すれば火もまた涼し（2016年04月15日 - 2016年04月17日 北池袋新生館シアター）
- 地獄瓦世界がいる世界（2016年6月30日 - 2016年7月4日 新宿シアターミラクル）

### CM
- ニッポンレンタカー 「Let'sレン活! 」篇（2017年）

### MV
- ダンデライオン(雨ふらしカルテット)
- sad to say (JASMINE)

### ラジオ
- NHK-FM FMシアター「アンちゃんといっしょ、未来の家族」（2019年）

## 書籍

### 写真集
- 行平あい佳「掌花」 週刊現代デジタル写真集（2018年7月、西田幸樹撮影、講談社）

## 連載

### WEB連載
- 行平あい佳「撮れる女優もアリですか」 NIKKEI STYLE　(2017年7〜９月、日本経済新聞社)